# Louise Catharina Wachtmeister
Louise Catharina Wachtmeister af Johannishus, född 6 oktober 1813 i Stockholm, död 7 november 1859 i Torp, Sörby socken, Kristianstads län, var en svensk grevinna och tecknare.
Hon var dotter till justitiekanslern Hans Gabriel Trolle-Wachtmeister och friherrinnan Catharina Charlotta Leijonhufvud och från 1835 gift med vice häradshövding friherre Axel Jakob Duwall. Hon var syster till landshövdingen Axel Knut Trolle-Wachtmeister och halvsyster till Eleonora Sofia Barnekow.  Wachtmeister var verksam som amatörkonstnär och har efterlämnat bland annat porträtt utförda i pennteckning.